# El Pito
El Pito (en asturiano: El Pitu) es una entidad de población española de la parroquia de Piñera, perteneciente al municipio de Cudillero, en la comunidad autónoma de Asturias.

## Historia
Hacia mediados del siglo XIX, el lugar, ya por entonces perteneciente a Cudillero, tenía contabilizada una población de 134 habitantes. Aparece descrito en el decimotercer volumen del Diccionario geográfico-estadístico-histórico de España y sus posesiones de Ultramar de Pascual Madoz con las siguientes palabras:

PITO (el): l. en la prov. de Oviedo, ayunt. de Cudillero, felig. de Sta. Maria de Piñera: sit. en una llanura á la bajada de la sierra de Gamonedo, cuya llanura se estiende hasta el mar entre la encañada que va á dar á Cudillero y la que se dirige á la ensenada de Aguilar. Su terreno es de buena calidad y fértil. prod.: maiz, habas, escanda, cebada y otros frutos. Tiene algunas casas regulares de recreo, y atraviesa por él el camino provincial de la costa. pobl.: 32 vec., 134 almas. contr. (con su ayunt.).
(Madoz, 1849, p. 74)

En 2023, la entidad singular de población tenía empadronados ochenta habitantes y el núcleo de población, los mismos.